# 聖若望宗徒小堂
聖若望宗徒小堂（英語：St. John the Apostle Chapel）是一座香港天主教教堂，由天主教香港教區管理。位於新界葵涌石蔭安捷街23-31號（石籬天主教中學），建立於1983年6月16日。

## 堂區服務範圍
聖若望宗徒堂區服務的範圍較少，包括上葵涌的梨木樹、石蔭、安蔭和石籬。
而為了方便教友參與禮儀和彌撒，堂區附屬了一個彌撒中心，名稱為石梨貝彌撒中心（英語：Shek Lei Pui Mass Centre），位於新界葵涌石排街11號石籬天主教小學。

## 堂區歷史
1975年，葉方濟神父、成啟明神父及甘浩望神父，遷入石籬昌平樓居住，並與聖母無原罪傳教女修會的修女合作，在石籬天主教小學、梨木樹天主教小學、石蔭慈幼小學，三個彌撒中心推動禮儀活動及各項培育活動。
1981年8月15日，石籬、石蔭和梨木樹劃歸上葵涌聖若望宗徒準堂區，到1983年6月16日，準堂區的聖若望宗徒小堂落成祝聖，葉方濟神父被委任為主任司鐸，成啟明神父為助理司鐸，並遷入石籬天主教中學四樓之神父宿舍居住；直到1988年11月3日，聖若望宗徒堂區正式成立。雖然，石蔭慈幼小學及梨木樹天主教小學的彌撒中心在過去二十多年間相繼結束，堂區目前仍維持石梨貝彌撒中心的運作。

## 堂區主保

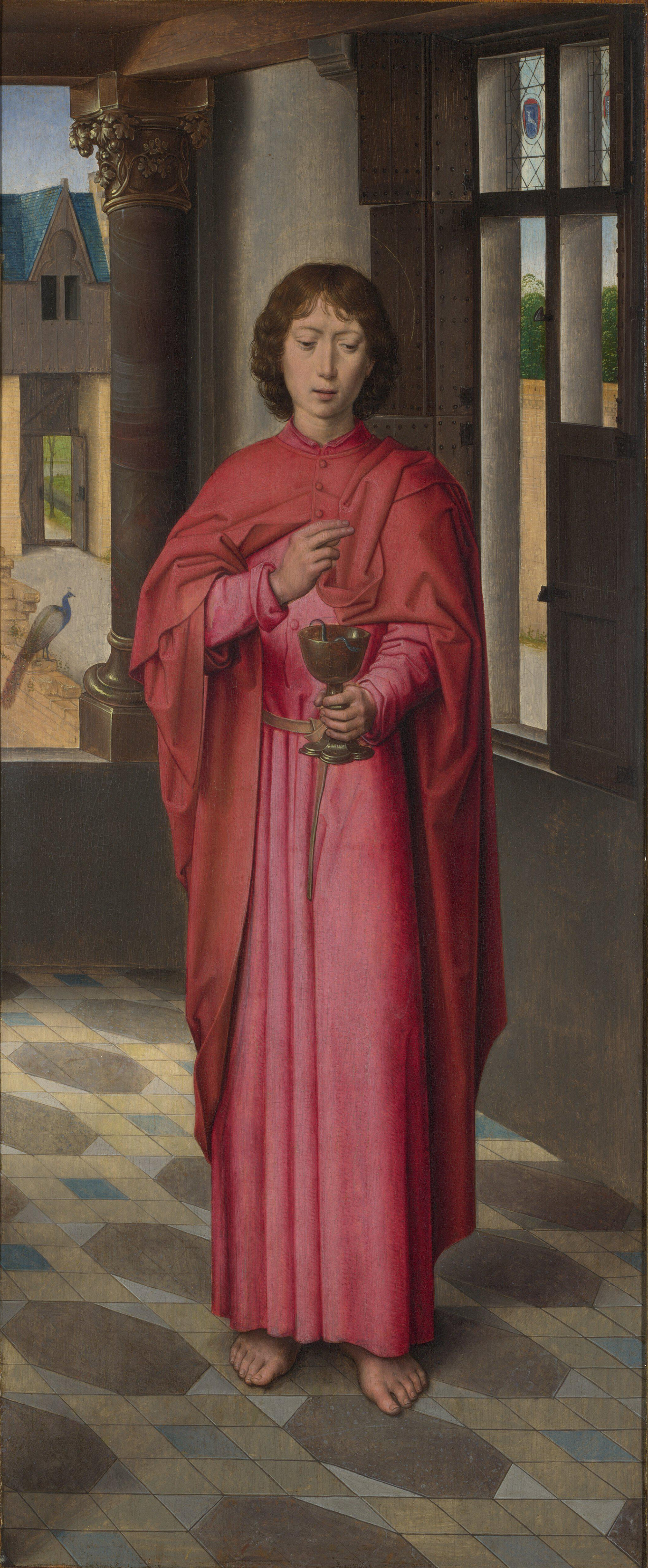
聖若望宗徒

聖若望宗徒（希伯來語：יוחנן），耶穌十二宗徒之一。傳統上認為，聖若望是《聖經新約》中《若望福音》、三封書信和《啟示錄》的執筆者，被認為是耶穌所愛的門徒，其聖日為12月27日。

## 彌撒及禮儀時間

### 聖若望宗徒小堂
- 主日彌撒：10:30（粤語）
- 星期六提前主日彌撒：18:00（粤語）
- 平日彌撒：星期五07:15（粤語）

### 石梨貝彌撒中心
- 主日彌撒：08:00（粤語）
- 平日彌撒：星期一至四07:15（粤語）

## 外部連結
- 聖若望宗徒小堂網站 （页面存档备份，存于）